# Veľká Oružná
Veľká Oružná (1070 m) – szczyt w zachodniej części Niżnych Tatr na Słowacji. Znajduje się w tzw. Ďumbierskich Tatrach (Ďumbierske Tatry) w Dolinie Lupczańskiej (Ľupčianska dolina). Wznosi się w grzbiecie Krámeca  oddzielającym doliny potoków Krámecký potok i Veľký Oružný potok. 
Veľká Oružná znajduje się w obrębie Parku Narodowego Niżne Tatry. Jest porośnięta lasem i nie prowadzi przez nią żaden szlak turystyczny.